# 布拉斯帕尔
布拉斯帕尔（法語：Brasparts，法語發音：[bʁaspaʁ]）是法国菲尼斯泰尔省的一个市镇，位于该省中部，属于沙托兰区。

## 地名
该地名“Brasparts”发音为[bʁaspaʁ]，中间字母“s”发音，《世界地名译名词典》将其误译作“布拉帕尔”。

## 地理
布拉斯帕尔（48°18'2"N, 3°57'20"W）面积46.69 平方千米，位于法国布列塔尼大區菲尼斯泰尔省，该省份为法国最西部的省份，位于布列塔尼半岛西部，北西南三面环大西洋，东临阿摩尔滨海省和莫尔比昂省。
与布拉斯帕尔接壤的市镇（或旧市镇、城区）包括：普莱邦、博特默尔、布雷尼利斯、拉内代恩、洛佩雷克、洛凯夫雷特、圣里沃阿尔。
布拉斯帕尔的时区为UTC+01:00、UTC+02:00（夏令时）。

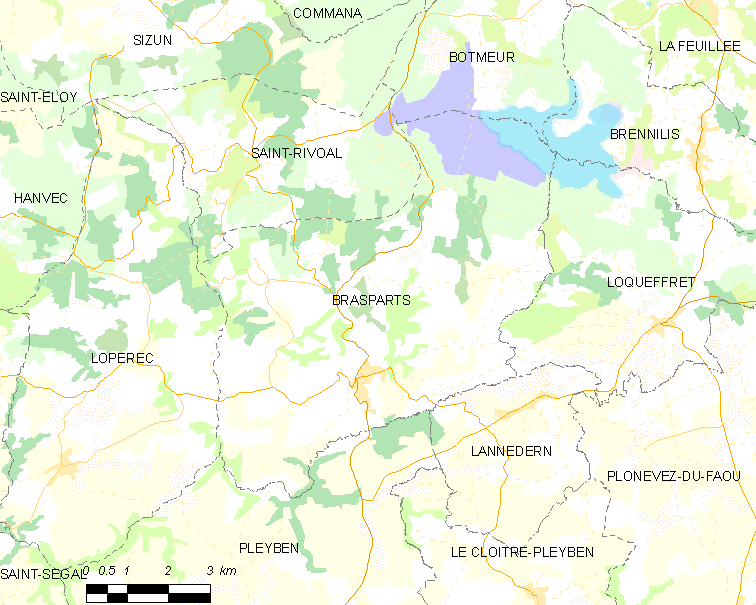
布拉斯帕尔的OSM定位图

## 行政
布拉斯帕尔的邮政编码为29190，INSEE市镇编码为29016。

## 政治
布拉斯帕尔所属的省级选区为卡赖普卢盖尔县。

## 人口

1962-2008年间布拉斯帕尔人口变化图示

布拉斯帕尔于2022年1月1日时的人口数量为1055人。